# Liste antiker Ortsnamen und geographischer Bezeichnungen/Gr
| Lateinischer Name   | Griechischer Name                      | Beschreibung                         | Heute                                                                                | Quellen und Verweise    | Lage |
| ------------------- | -------------------------------------- | ------------------------------------ | ------------------------------------------------------------------------------------ | ----------------------- | ---- |
| Graaei              |                                        |                                      |                                                                                      | Smith;                  |      |
| Grabaei             |                                        |                                      |                                                                                      | Smith;                  |      |
| Graccurris, Ilurcis |                                        | Stadt in Hispania Tarraconensis      | Alfaro in Spanien                                                                    | PECS; Smith;            |      |
| Graecia             |                                        |                                      |                                                                                      | Smith;                  |      |
| Graecia Magna       |                                        |                                      |                                                                                      | Smith;                  |      |
| Graioceli           |                                        |                                      |                                                                                      | Smith;                  |      |
| Gramatum            |                                        |                                      |                                                                                      | Smith;                  |      |
| Grammium            |                                        |                                      |                                                                                      | Smith;                  |      |
| Grampius Mons       |                                        |                                      |                                                                                      | Smith;                  |      |
| Grande              |                                        | Ort an der Via Egnatia in Makedonien | bei Klidi westlich des Petron-Sees in Griechenland                                   | Smith;                  |      |
| Grandimirum         |                                        |                                      |                                                                                      | Smith;                  |      |
| Granicus            | Γράνικος (Granikos)                    | Fluss in Troas zum Propontis         | Biga Çayı                                                                            | Smith;                  |      |
| Granis              |                                        |                                      |                                                                                      | Smith;                  |      |
| Grannonum           |                                        |                                      |                                                                                      | Smith;                  |      |
| Granua              |                                        |                                      |                                                                                      | Smith;                  |      |
| Gratiana            |                                        |                                      |                                                                                      | Smith;                  |      |
| Gratianopolis       |                                        |                                      |                                                                                      | Smith;                  |      |
| Gratiarum Collis    |                                        |                                      |                                                                                      | Smith;                  |      |
| Gravii              |                                        |                                      |                                                                                      | Smith;                  |      |
| Gravinum            |                                        |                                      |                                                                                      | Smith;                  |      |
| Gravionarion        | Γραυιονάριον                           | Ort in Germania magna                | (vermutlich) Schlüchtern in Hessen                                                   | Geographike Hyphegesis; |      |
| Graviscae           |                                        |                                      |                                                                                      | Smith;                  |      |
| Grinnes             |                                        |                                      |                                                                                      | Smith;                  |      |
| Grion               |                                        |                                      |                                                                                      | Smith;                  |      |
| Griselum            |                                        |                                      |                                                                                      | Smith;                  |      |
| Grissia             |                                        |                                      |                                                                                      | Smith;                  |      |
| Grovii              |                                        |                                      |                                                                                      | Smith;                  |      |
| Grudii              |                                        |                                      |                                                                                      | Smith;                  |      |
| Gruil               |                                        |                                      |                                                                                      | Smith;                  |      |
| Grumentum           | Γρούμεντον (Groumenton)                | Stadt in Lukanien                    | bei Grumento Nova in der Basilikata in Italien                                       | Smith;                  |      |
| Grumum              |                                        |                                      |                                                                                      | Smith;                  |      |
| Grunaei             |                                        |                                      |                                                                                      | Smith;                  |      |
| Grynium             | Γρύνειον (Gryneion), Γρύνεια (Gryneia) | Stadt in Äolien                      | an der nordwestlichen Ägäisküste der heutigen Türkei beim Vorgebirge Temaşalik Burnu | Smith;                  |      |